# ヴィッラ・コッレマンディーナ
ヴィッラ・コッレマンディーナ（伊: Villa Collemandina）は、イタリア共和国トスカーナ州ルッカ県にある、人口約1,200人の基礎自治体（コムーネ）。

## 地理

### 位置・広がり
ルッカ県北部、ガルファニャーナ地方 (it:Garfagnana) のコムーネ。

#### 隣接コムーネ
隣接するコムーネは以下の通り。括弧内のREはレッジョ・エミリア県所属を示す。
- カスティリオーネ・ディ・ガルファニャーナ
- ピエーヴェ・フォシャーナ
- サン・ロマーノ・イン・ガルファニャーナ
- シッラーノ・ジュンクニャーノ
- ヴィッラ・ミノッツォ (RE)

### 気候分類・地震分類
ヴィッラ・コッレマンディーナにおけるイタリアの気候分類 (it) および度日は、zona E, 2792 GGである。
また、イタリアの地震リスク階級 (it) では、zona 2 (sismicità media) に分類される。

## 行政

### 分離集落
ヴィッラ・コッレマンディーナには以下の分離集落（フラツィオーネ）がある。
- Canigiano, Corfino, Magnano, Massa Sassorosso, Pianacci, Sassorosso